# Sigilmassazaur
Sigilmassazaur (Sigilmassasaurus brevicollis) – rodzaj teropoda, którego nazwa oznacza „jaszczur z Sidżilmasy”. Występował on w późnej kredzie na terenach północnej Afryki. Obecnie wiadomo bardzo mało o tym dinozaurze, jednak z pewnością był dwunożnym mięsożercą, jak większość teropodów. Skamieliny tego dinozaura zostały znalezione w oazie Tafilalt obok antycznego miasta Sidżilmasa (Maroko, Afryka). Właśnie od miejsca znalezienia skamielin pochodzi nazwa rodzajowa tego dinozaura. Epitet gatunkowy pochodzi zaś od łacińskich słów brevi – krótki i collum – szyja. Odnosi się ona do krótkich kręgów szyjnych tego dinozaura. Russel znalazł też skamieliny, które przypisał do innego nienazwanego gatunku sigilmassazaura. Sigilmassazaur został odkryty w osadach formacji Kem Kem (południowe Maroko). Występował w cenomanie ok. 100–94 mln lat temu.

## Materiał kopalny i gatunki
Holotyp (CMN 41857) to tylny kręg szyjny lub przedni grzbietowy.

Paratyp (CMN 41772) składa się z kręgu grzbietowego (162 mm).

Paratyp (CMN 41774) zawiera tylny kręg szyjny (67 mm).

Paratyp (CMN 41776) to kręg grzbietowy o długości (ok. 150 mm.

Paratyp znany jako CMN 41790 zawiera kręg szyjny (ok. 127 mm).

Paratyp oznaczony jako CMN 41850 składa się z przedniego kręgu grzbietowego (152 mm).

Paratyp (CMN 41851) to kręg grzbietowy (157 mm).

Paratyp oznaczony jako CMN 41856 zawiera tylny kręg szyjny lub przedni grzbietowy o długości 146 mm.

Kolejny paratyp (CMN 41858) zawiera tylny kręg szyjny lub przedni grzbietowy.

Inny paratyp (CMN 50402) składa się z pojedynczego kręgu grzbietowego.

Paratyp (50407) zawiera kręg grzbietowy (98 mm).

Paratyp oznaczony jako CMN 50428 składa się z kręgu grzbietowego.

Paratyp (CMN 50800) zawiera kręg grzbietowy (88 mm).

Przypisany materiał zawiera przedni kręg grzbietowy (SGM-Din 3, Sereno i inni 1996), środkowy kręg szyjny (SGM-Din 4, Brussate i Sereno, 2007), niekompletny kręg szyjny (SGM-Din 5, Brussate i Sereno, 2007), pazur stopy III (120 mm, Novas i inni, 2005).
Russel uznał również 15 kręgów do S. brevicollis (znalezione w tym samym miejscu co holotyp tego dinozaura). Uznał on też materiał znany jako „Spinosaurus B” za należący do rodzaju Sigilmassasaurus lub jego krewnego. Stworzył on rodzinę znaną jako Sigilmassasauridae dla tych dinozaurów (Russell, 1996).
S. sp. nov. 1

Występował w barremie-albie (wczesna kreda) na terenach wyższych osadów formacji Kdem Kem (Maroko). Znany z CMN 41629 – tylnego kręgu szyjnego lub przedniego grzbietowego. Niewiele różnią się one od tych z holotypu. Ich ciemny kolor wskazuje, że pochodzą z najniższych warstw formacji Kem Kem, pochodzących z wczesnej kredy (barrem-alb). Russell przypisał do tego gatunku także dalszy kręg ogonowy (CMN 41862), ale jak zauważyli Novas i inni w 2005 prawdopodobnie należą one w rzeczywistości do ouranozaura.
S. sp. nov. 2

Jego skamieliny, pochodzą z warstw formacji Baharija (Egipt) datowanych na cenoman. Początkowo przypisane zostały one do „spinozaura B” (Stromer, 1934). Ów materiał kopalny (IPHG 1922 X 45) obejmuje: dwa zęby, środkowy kręg szyjny (117 mm), kręg szyjny (ok. 140 mm), środkowy kręg grzbietowe (140 mm), późniejszy kręg grzbietowy (160 mm), niekompletne grzbietowe żebro, dwa przednie grzbietowe żebra, niekompletne żebra brzuszne, środkowy kręg ogonowy (89 mm), dalszy kręg ogonowy (83 mm), pięć kręgów ogonowych (96, 88, 82, 86, ok. 57 mm), dwa fragmenty kości łonowej, fragment kości udowej, kość piszczelową, falangę III-1, drugi pazur stopy paliczku IV, pazur stopy.
S.? sp. indet

Znany z MNNHN IGU 11 – środkowego kręgu szyjnego (90 mm, Brusatte i Sereno, 2007) i MNNHN coll z In Abangarit – pazura stopy II (90 mm). Obie te skamieliny pochodzą z formacji Echkar (grupa Tegama, Niger). Pochodzą z cenomanu. Skamieniałości z In Avangarit została uznana za należącą do gatunku Carcharodontosaurus saharicus przez Lapparena.
Jednak mimo wszystko budową przypomina ,,spinozaura B” uznanego przez Rusella za sigilmassazaura. Budową przypomina też gatunek Sigilmassasaurus sp. nov. 2.

S.? sp. indet.
Pochodzi z brazylijskiej formacji Alcantara (grupa Itapecuru). Jednak bliższe informacje na temat tego gatunku są nieznane. Jego skamieliny zostały znalezione w skałach datowanych na cenoman.
Gatunki – podsumowanie
Sigilmassasaurus, Russel, 1996

Sigilmassasaurus brevicollis Russel, 1996

Sigilmassasaurus sp. nov. 1 Russel, 1996

Sigilmassasaurus sp. nov.2 Russel, 1996

Sigilmassasaurus sp. indet Lapparent, 1960

Sigilmassasaurus ? sp. indet. Lapparent, 1960

Sigilmassasaurus ? sp. indet.Medeiros i Schultz, 2002

## Klasyfikacja
Pozycja systematyczna sigilmassazaura jest niepewna, z całą pewnością jest on jednak tetanurem. Russel w 1996 stworzył dla owego dinozaura i jego krewnych rodzinę Sigilmassasauridae. Niektórzy badacze negują ważność rodzaju Sigilmassasaurus. Paul Sereno opisali czaszkę (SGM-Din- 1) i kręg szyjny (SGM-Din- 3) podobny do tego u „spinozaura B”. Przez to uznali go za synonim karcharondontozaura. Później poszli jeszcze dalej; uznali sigilmassauraara za synonim karcharodontozaura (Sereno i inni, 1988). Później okazało się jednak, że kręg na podstawie którego Sereno zsynonimizował „spinozaura B” i karcharodontozaura nie został powiązany z czaszką, a sama ona różni się pod niektórymi względami od czaszki z holotypu karcharodontozaur. „Spinozaur B” różni się od karcharodontozaurami niektórymi cechami, więc obecnie najczęściej uznaje się sigilmassazaura za rodzaj różny od karcharodontozaura.

## Paleobiologia
W marokańskich skałach cenomanu znaleziono szczątki takich teropodów jak sigilmasazaur, olbrzymi spinozaur i nieco mniejszy karcharodontozaur oraz deltadrom i bahariazaur (będący prawdopodobnie synonimem deltadroma). Rożnicę w wielkości między nimi najprawdopodobniej sprawiały, że zajmowały one różne nisze biologiczne. Podobna sytuacja występowała w północnoamerykańskiej formacji Morrison, gdzie żyło obok siebie pięć sporych teropodów jak i wiele mniejszych gatunków. Obecnie podobną sytuację spotyka się na sawannie, gdzie żyje obok siebie wiele drapieżników.